# Haus Trettner

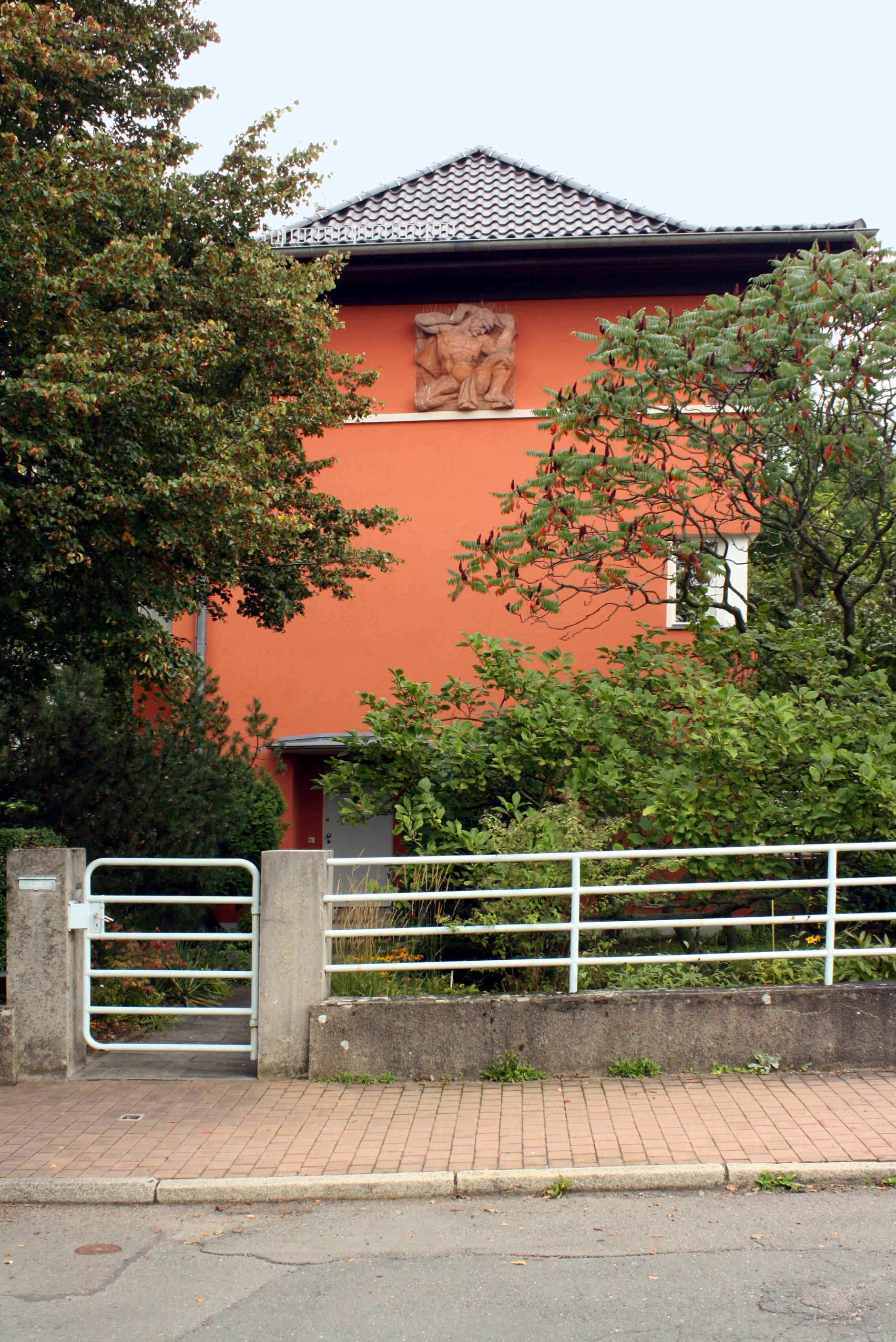
Haus Trettner

Das Haus Trettner in Weimar, Ratstannenweg 21, wurde 1927–1928 erbaut; es steht unter Denkmalschutz und ist als Einzeldenkmal in der Liste der Kulturdenkmale in Weimar aufgeführt.

## Geschichte
Der Entwurf des mehrgeschossigen Wohnhauses stammt vom Architekten Johannes Otto Berger. Das Gebäude war das erste nach dem Musterhaus Am Horn von Walter Gropius, das zunächst ein Flachdach hatte. Nach Kontroversen mit den Baubehörden hatte es Ortlepp mit einem Walmdach versehen lassen, womit es sein jetziges Aussehen erhielt. Vom Ratstannenweg, der Westseite, her sichtbar über dem Eingang ist ein Relief einer knienden, anscheinend schwer arbeitenden männlichen nackten Gestalt angebracht. Zur Bauherrin Margarete Reinecke geschiedene Trettner ist insgesamt wenig bekannt. Der Hügel, auf dem das Gebäude errichtet wurde, wurde Hypothekenhügel genannt. Für den Architekten Berger war das Gebäude das einzige Werk in Weimar mit Anknüpfung an die Formensprache des Neuen Bauens, in Weimar entwarf er sonst Gebäude im Heimatschutzstil. Es ist anzunehmen, dass der Wunsch, das Haus so zu bauen, von der Bauherrin ausgegangen war. Hinsichtlich der Bauweise gab es mit dem Weimarer Stadtbaurat August Lehrmann Auseinandersetzungen wegen der Baugenehmigung. Hauptsächlich wurden stilistische Vorbehalte geltend gemacht, ja von möglicher Verunstaltung des Stadtbilds war die Rede. Die Genehmigung wurde dennoch „ausnahmsweise“ erteilt. Das wiederum geschah auch deshalb, weil der Bau ohne öffentliche Mittel errichtet werden sollte, was auch geschah. Vorbild hierfür war das Haus Auerbach in Jena, das von Walter Gropius für Felix Auerbach entworfen wurde. Die als Relief gearbeitete kniehende Figur eines Atlas an der Westseite schuf der Bildhauer Josef Heise. Diese Figur entstand aber erst um 1932.
Das Haus ist nicht nur kulturgeschichtlich bedeutsam als Zeugnis Neuen Bauens unter Einfluss des Bauhauses, sondern auch wegen seiner Bewohner ab 1931, Paul und Lucy Ortlepp. Für die 1943 in Auschwitz ermordete Künstlerin wurde auf dem Gehweg ein Stolperstein verlegt.
In den 1990er Jahren wurde das Haus nach dem Erscheinungsbild von 1932 saniert.